# Hōshō (Schiff, 1922)
Die Hōshō (jap. 鳳翔, dt. „Fliegender Phoenix“) war ein Flugzeugträger der Kaiserlich Japanischen Marine, der im Zweiten Weltkrieg zum Einsatz kam. Das Schiff war der erste für Japan gebaute und erste bereits im Konzept geplante Flugzeugträger weltweit.

## Entwicklung

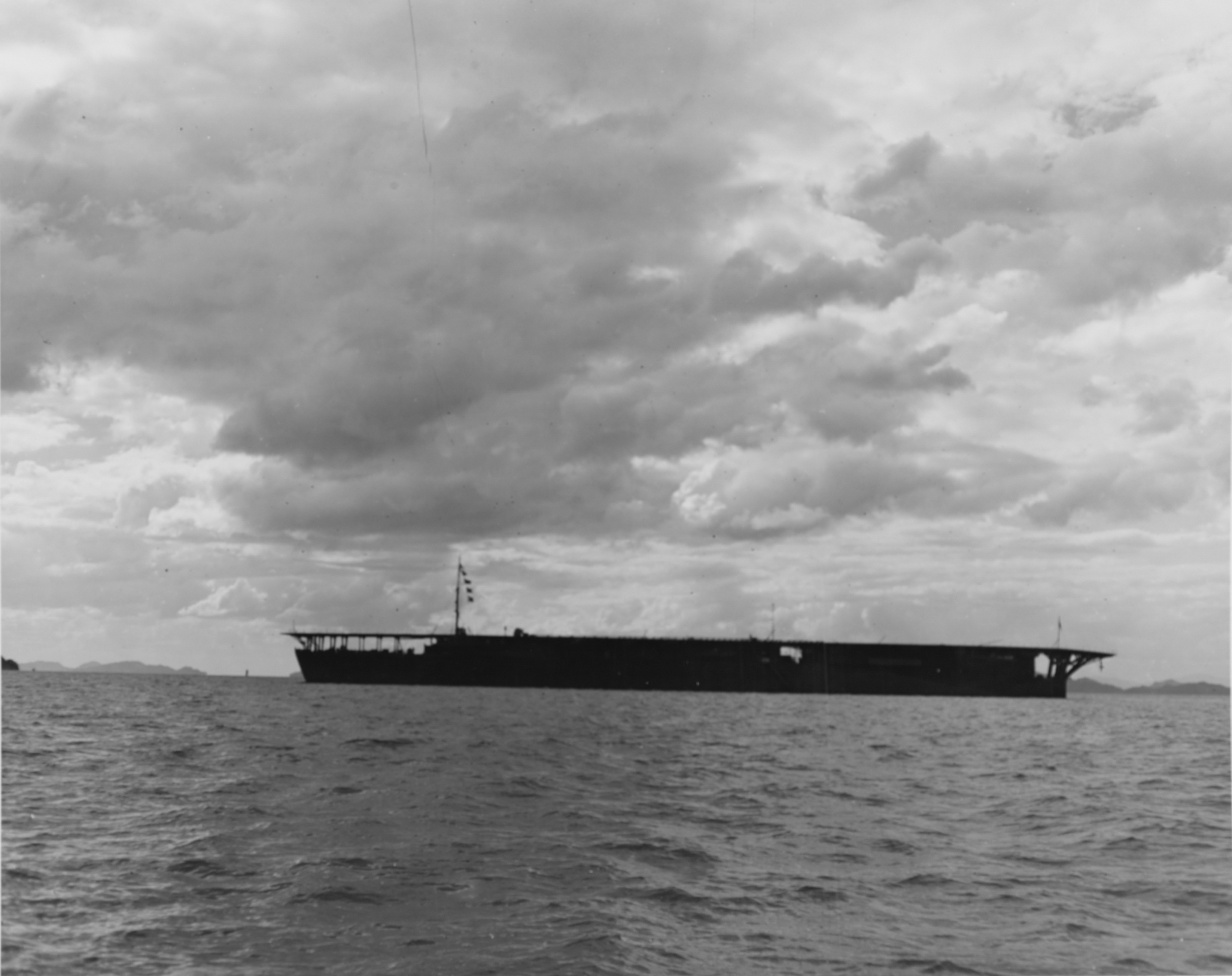
Die Hōshō vor Kure am 13. Oktober 1945

Während des Ersten Weltkriegs studierte die japanische Marineführung intensiv die Flugzeugmutterschiffe und frühen Flugzeugträgerumbauten der Royal Navy (z. B. Furious), um Erkenntnisse für den Aufbau eigener Marineluftstreitkräfte zu gewinnen. Das Ergebnis war der Entschluss, sofort nach dem Kriegsende den ersten eigenen Flugzeugträger auf Kiel zu legen. Hierzu wurde der Rumpf des gerade erst begonnenen Flottentankers Hiryu ausgewählt und als Flugzeugträger weitergebaut.

## Geschichte
Die Hōshō wurde am 27. Dezember 1922 in Dienst gestellt. Dies geschah rund dreizehn Monate vor der Indienststellung der Hermes, dem ersten Träger der Royal Navy, der schon vor der Hōshō in die Planung gegangen war.
Da die Hōshō das erste Schiff ihrer Art war, wurde sie überwiegend zur Entwicklung der trägergestützten Kriegsführung und Taktik der japanischen Marine in den 1920er-Jahren eingesetzt.
Das Flugdeck der Hōshō war vorne abgesenkt worden, um den Start der Flugzeuge zu unterstützen. Auf der Steuerbordseite befanden sich ein Aufbau und drei während des Flugzeugeinsatzes nach außenbords umschwenkbare Schornsteine. Nach einigen Testfahrten wurde der Aufbau wieder entfernt und unbewegliche Abgasschächte eingebaut, die unter der Steuerbordkante des Flugdecks den Rauch nach schräg unten ausstießen, was zu einer Verbesserung führte, da der Flugbetrieb viel weniger durch Rauchschwaden beeinträchtigt wurde.
Die Hōshō fuhr Einsätze während der Schlacht um Shanghai (1932) und des Zweiten Japanisch-Chinesischen Krieges.
Das Design der Hōshō war zu Beginn des Pazifikkriegs von anderen Modellen überholt worden. Sie war zu klein und zu langsam. Neueste Kampfflugzeuge wie der japanische Jäger Mitsubishi A6M, genannt Zero, fanden auf ihr keinen Platz. Trotzdem war sie Anfang Juni 1942 mit einer kleinen Fliegergruppe zur Unterstützung der Kidō Butai an der Schlacht um Midway beteiligt.

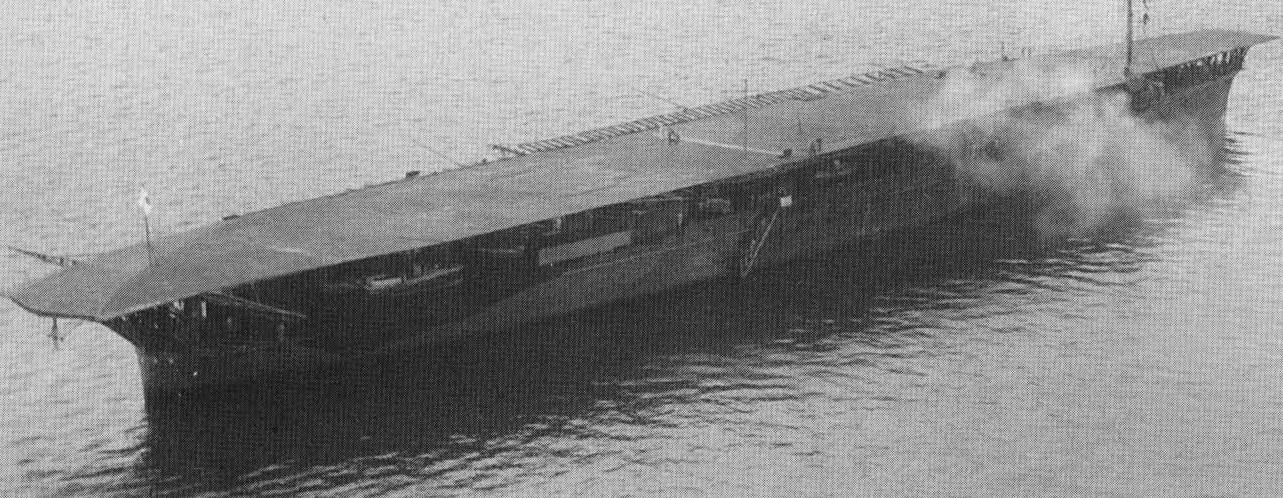
Hōshō mit verlängertem und verbreitertem Flugdeck, Oktober 1945

Die japanischen Konstrukteure versuchten die Hōshō auf den neuesten Stand der Technik zu bringen, da jeder einsatzbereite Flugzeugträger dringend benötigt wurde. Eine Verlängerung und Verbreiterung des Flugdecks führte mit dem Überhang aber zu Instabilitäten und schlechtem Fahrverhalten auf hoher See. So wurde der Träger nach 1943 in die japanische Inlandsee verlegt und diente dort zu Trainings- und Übungszwecken. Bei amerikanischen Luftangriffen auf Kure im Juli 1945 wurde sie leicht beschädigt. Damit war sie einer von nur vier japanischen Flugzeugträgern, die den Pazifikkrieg überstanden.
Nach dem Kriegsende kam die Hōshō als Transportschiff noch einmal zum Einsatz, um japanische Einheiten aus dem Ausland, insbesondere China, auf die Heimatinseln zurückzubefördern. 1947 wurde die Hōshō abgewrackt.

## Technische Beschreibung

### Rumpf
Der Rumpf der Hōshō war 165,02 Meter lang, 18,01 Meter breit und hatte bei einer Einsatzverdrängung von 9.785 Tonnen einen Tiefgang von 6,17 Metern.

### Antrieb
Der Antrieb erfolgte durch acht mischbefeuerte Dampferzeuger – Kampon-Kesseln des Yarrow-Typs – und zwei Parsons-Getriebeturbinensätze, mit denen eine Gesamtleistung von 30.000 PS (22.065 kW) erreicht wurde. Diese gaben ihre Leistung an zwei Wellen mit je einer Schraube ab. Die Höchstgeschwindigkeit betrug 25 Knoten (46 km/h) und die maximale Fahrstrecke 8.000 Seemeilen (14.816 km) bei 15 Knoten, wofür 2.695 Tonnen Schweröl und 940 Tonnen Kohle gebunkert werden konnten.

### Bewaffnung

#### Artillerie
Die Hōshō führte als Artilleriebewaffnung vier 14-cm-Seezielgeschütze mit Kaliberlänge 50 Typ 3. Diese konnten eine 38 Kilogramm schwere Granate bis zu 15,8 Kilometer weit schießen und waren in vier Einzellafetten verbaut. Diese Mittelpivotlafetten verfügten über einfache Schilde, welche dem Splitterschutz dienten, und hatten ein Gewicht von 21 Tonnen. Die Seiten- und Höhenrichtgeschwindigkeit betrug 8° die Sekunde, der Höhenrichtbereich −7° bis +20° und der Seitenrichtbereich +150° bis −150°. Diese Seezielgeschütze waren vorhanden, da sich die Trägerdoktrin noch in Entwicklung befand und die Undurchführbarkeit von Artillerieduellen mit Flugzeugträgern noch nicht erkannt wurde.

#### Flugabwehr
Zur Flugabwehr standen bei Indienststellung zwei 7,62-cm-Geschütze Typ 3 in Einzellafette auf dem Flugdeck zur Verfügung. Die 7,62-cm-Geschütze erreichten eine Kadenz von 13 bis 20 Schuss pro Minute und die maximale Reichweite betrug etwa 7,2 Kilometer bei 75° Rohrerhöhung. Die 3,35 Tonnen schwere Mittelpivotlafette war um 360° drehbar und hatte einen Höhenrichtbereich von −7° bis +75°.

### Luftgruppe
Die Luftgruppe des Trägers bestand aus maximal 15 Flugzeugen.

## Besatzung
Die Besatzung der Hōshō hatte eine Stärke von 550 Offizieren, Unteroffizieren und Mannschaften. Üblicherweise befehligte ein Stabsoffizier im Rang eines Kaigun-taisa (Kapitäns zur See) das Schiff.

### Liste der Kommandanten
| Nr. | Name                                | Beginn der Amtszeit | Ende der Amtszeit  | Bemerkungen                                                     |
| --- | ----------------------------------- | ------------------- | ------------------ | --------------------------------------------------------------- |
| -   | Kapitän zur See Kaizu Ryutaro       | 13. November 1921   | 27. Dezember 1922  | mit der Baubelehrung betraut                                    |
| 1.  | Kapitän zur See Toshima Jiro        | 27. Dezember 1922   | 1. April 1923      |                                                                 |
| 2.  | Kapitän zur See Fukuyo Heizaburo    | 1. April 1923       | 1. Dezember 1923   |                                                                 |
| 3.  | Kapitän zur See Kaizu Ryutaro       | 1. Dezember 1923    | 15. April 1925     |                                                                 |
| 4.  | Kapitän zur See Kobayashi Seizaburo | 15. April 1925      | 1. November 1926   |                                                                 |
| 5.  | Kapitän zur See Kawamura Giichiro   | 1. November 1926    | 1. November 1927   |                                                                 |
| 6.  | Kapitän zur See Kitagawa Kiyoshi    | 1. November 1927    | 10. Dezember 1928  |                                                                 |
| 7.  | Kapitän zur See Hara Gorō           | 10. Dezember 1928   | 30. November 1929  |                                                                 |
| 8.  | Kapitän zur See Wada Hideho         | 30. November 1929   | 1. Dezember 1930   |                                                                 |
| 9.  | Kapitän zur See Kondo Eijiro        | 1. Dezember 1930    | 14. November 1931  |                                                                 |
| 10. | Kapitän zur See Horie Rokuro        | 14. November 1931   | 1. Dezember 1932   |                                                                 |
| 11. | Kapitän zur See Mitsunami Teizo     | 1. Dezember 1932    | 20. Oktober 1933   |                                                                 |
| 12. | Kapitän zur See Takeda Rokukichi    | 20. Oktober 1933    | 15. November 1934  |                                                                 |
| 13. | Kapitän zur See Yamagata Seigo      | 15. November 1934   | 12. Juni 1935      |                                                                 |
| 14. | Kapitän zur See Terada Kokichi      | 12. Juni 1935       | 15. November 1935  |                                                                 |
| 15. | Kapitän zur See Sakamaki Munetaka   | 15. November 1935   | 16. November 1936  |                                                                 |
| 16. | Kapitän zur See Kusaka Ryūnosuke    | 16. November 1936   | 16. Oktober 1937   |                                                                 |
| 17. | Kapitän zur See Jōjima Takatsugu    | 16. Oktober 1937    | 15. November 1939  |                                                                 |
| 18. | Kapitän zur See Harada Kaku         | 15. November 1939   | 20. August 1940    |                                                                 |
| -   | Kapitän zur See Sugimoto Ushie      | 20. August 1940     | 11. November 1940  | Kommandant der Ryūjō, mit der Wahrnehmung der Geschäfte betraut |
| 19. | Kapitän zur See Kikuchi Tomozo      | 11. November 1940   | 5. September 1941  |                                                                 |
| 20. | Kapitän zur See Umetani Kaorou      | 5. September 1941   | 1. August 1942     |                                                                 |
| 21. | Kapitän zur See Yamaguchi Bunjiro   | 1. August 1942      | 15. November 1942  |                                                                 |
| 22. | Kapitän zur See Hattori Katsuji     | 15. November 1942   | 5. Juli 1943       |                                                                 |
| 23. | Kapitän zur See Kaizuka Takeo       | 5. Juli 1943        | 18. Dezember 1943  |                                                                 |
| 24. | Kapitän zur See Matsuura Yoshi      | 18. Dezember 1943   | 1. März 1944       |                                                                 |
| 25. | Kapitän zur See Koda Kiyoshi        | 1. März 1944        | 6. Juli 1944       |                                                                 |
| 26. | Kapitän zur See Takarada Yujiro     | 6. Juli 1944        | 5. März 1945       |                                                                 |
| 27. | Kapitän zur See Osuga Shuichi       | 5. März 1945        | 18. Mai 1945       |                                                                 |
| 28. | Kapitän zur See Furutani Keiji      | 18. Mai 1945        | 20. September 1945 |                                                                 |
| 29. | Kapitän zur See Kaneoka Kunizo      | 20. September 1945  | Juni 1946          |                                                                 |